# Дом-музей Дмитрия Кипиани
Дом-музей Димитрия Кипиани (груз. ქვიშხეთის დიმიტრი ყიფიანის სახლ-მუზეუმი) — учреждение культуры Грузии. Находится в селе Квишхети Хашурского муниципалитета. В современном виде он был открыт в 2007 году в честь грузинского святого и общественного деятеля Димитрия Кипиани. Его история как филиала Хашурского краеведческого музея начинается в 90-х годах XX века, первое открытие состоялось в 1990 году.
Дом, в котором сегодня располагается музей, был построен в 60-х годах XIX века Димитрием Кипиани, который жил здесь до высылки в Ставрополь. Музей включает в себя здание Кипиани и часть оранжереи, сохранившей сравнительно ранние (первой половины XX века) следы.
В первой половине XX века дом перешёл в собственность Союза писателей Грузии, и в нём разместился дом отдыха для грузинских писателей и общественных деятелей. В 1990-х годах в здании размещался Квишхетский филиал Хашурского краеведческого музея. В настоящее время в музее хранится около 900 экспонатов, документов и фотографий, связанных с жизнью и работой Димитрием Кипиани.

## Галерея

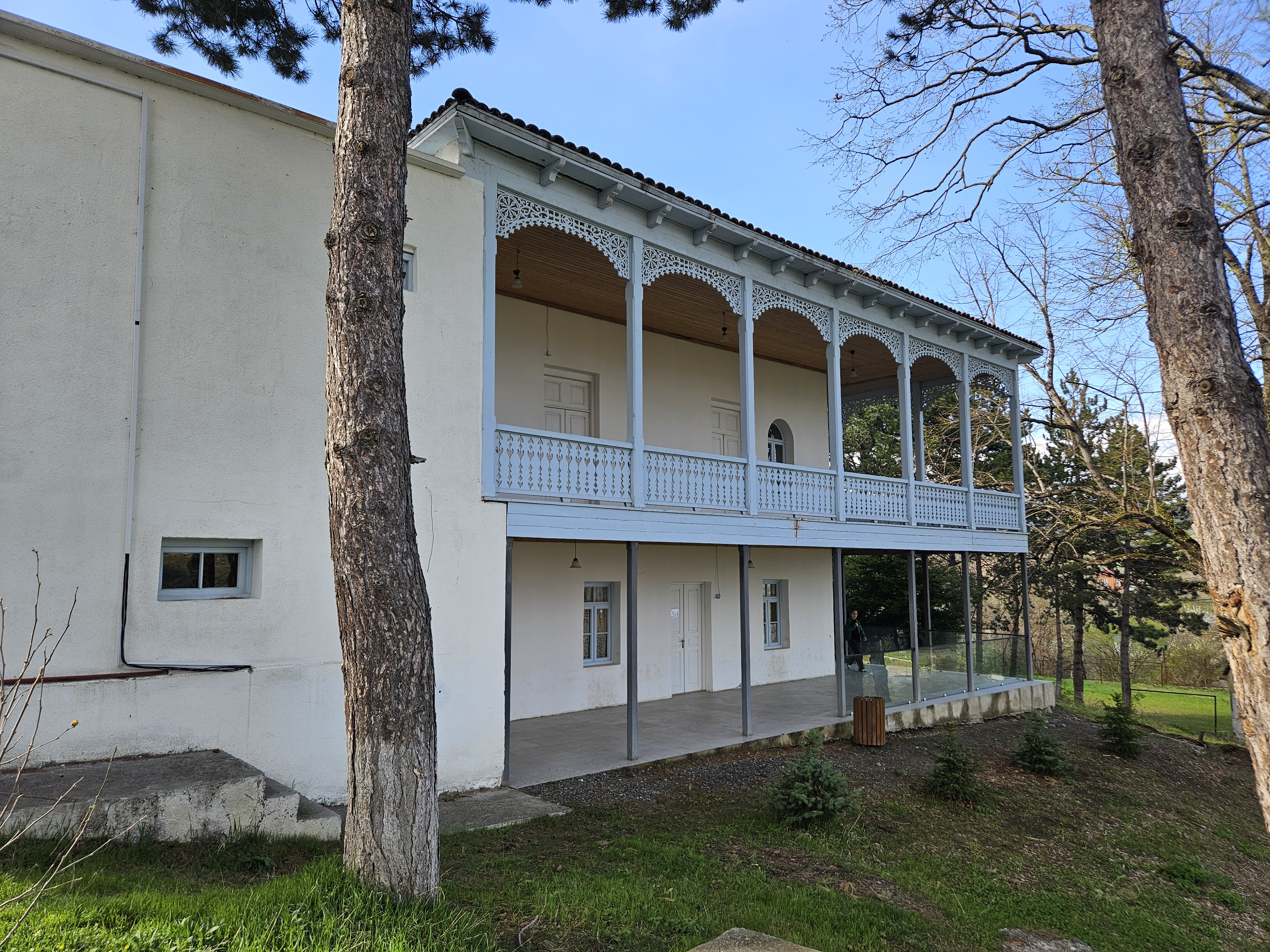
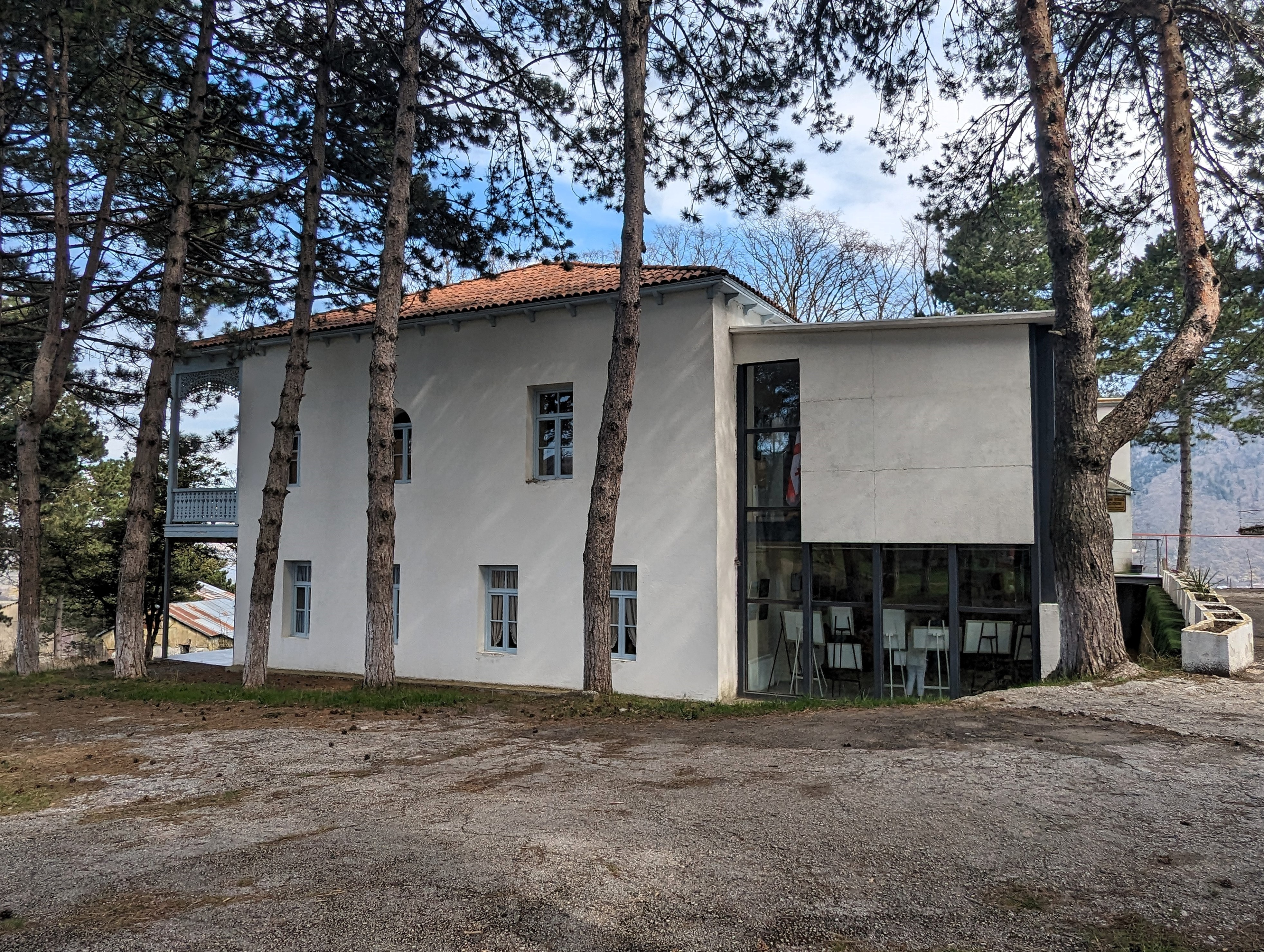